# (9633) Cotur
(9633) Cotur (1993 UP8) – planetoida z grupy pasa głównego asteroid okrążająca Słońce w ciągu 5,31 lat w średniej odległości 3,04 j.a. Odkryta 20 października 1993 roku.